# Koujaganur, Hungund
Koujaganur là một làng thuộc tehsil Hungund, huyện Bagalkot, bang Karnataka, Ấn Độ.